# Non mi muovo!
Non mi muovo! è un film italiano del 1943 diretto da Giorgio Simonelli.
Interpretato dai tre fratelli De Filippo (Eduardo, Peppino e Titina), è la trasposizione cinematografica della commedia di Diego Petriccione 'O quattro 'e maggio (1907), di cui lo stesso Eduardo scrisse l'adattamento cinematografico.

## Trama
Un ex battitore d'asta, Carlo Mezzetti, rimasto senza casa insieme a sua figlia Annuccia, si appiglia a situazioni favorevoli e cavilli giuridici pur di trovare alloggi temporanei, occupando abusivamente case sfitte. I due si accompagnano ai coniugi Squeglia, Pasqualino, sedicente farmacista, e sua moglie Olimpia. Attraverso un espediente truffaldino, riesce a convincere il proprietario di una delle case sfitte da lui abusivamente abitate, Enrico Sanni, a firmare un contratto a tutto vantaggio di Carlo e dei suoi compagni di sventura. Il proprietario truffato, però, si innamora di Annuccia. Carlo accetta, così, di concedere la mano di sua figlia al padrone di casa, scongiurando ulteriori azioni legali da parte di quest'ultimo.

## Musica
Il brano che introduce una nuova scena al minuto 23 mentre la macchina da presa fa una carrellata verso l'ingresso del palazzo raggiunto dai Mezzetti e Squeglia, eseguito da un giovane pianista dalla propria camera, è tratto dalla Ballata per pianoforte n.1 in Sol minore, op. 23 di Fryderyk Chopin.